# Esthwaite Water
Esthwaite Water è una dei laghi più piccoli e meno conosciuti del Lake District National Park, nel nord dell'Inghilterra. Si trova tra i laghi molto più grandi di Windermere e Coniston Water, nella tradizionale contea del Lancashire, dal 1974 nella contea di Cumbria. A nord c'è il villaggio di Hawkshead e a ovest la foresta di Grizedale.
Il lago copre circa 1,1 km2 ed è noto per l'ottima pesca, in particolare trote e lucci. È stato designato come sito di particolare interesse scientifico.

## Etimologia
Esthwaite può significare sia "la radura orientale", con l'inglese medio est, probabilmente sostituendo l'antico norreno austr 'est', e il norreno þveit "radura", o "la radura dove crescono i frassini", dal norreno eski "frassini, frassini cedui". "(vedi askr) e ancora veit. È stata anche suggerita una derivazione da Brittonic *ïstwïth, "curvo, flessibile, elastico" (dal gallese ystwyth, vedi fiume Ystwyth).
Water è l'antico inglese wæter, "acqua" il termine dominante per "lago" (cfr Ullswater, Wastwater).

## Poesie di Wordsworth
Il lago è stato menzionato come il luogo in cui William Wordsworth conversava con un amico nel suo poema, Expostulation and Reply, parte delle Ballate liriche di Wordsworth e, nella stessa raccolta, è il luogo per Lines Left Upon A Seat In A Yew-Tree. Wordsworth lo menziona anche nel suo Preludio al verso 267: "Fai delle penisole verdi sul lago di Esthwaite", e anche al verso 570: "Dal vicino lago di Esthwaite il ghiaccio che si spacca". Il poema The vale of Esthwaite (1787) fu il primo sforzo di Wordsworth per una composizione sostenuta.

## Ecologia
Esthwaite è noto come uno dei laghi mesotrofici più ricchi di sostanze nutritive in Cumbria. Oltre alle specie britanniche più comuni del genere Potamogeton, è presente anche il Najas flexilis.